# Aokigahara

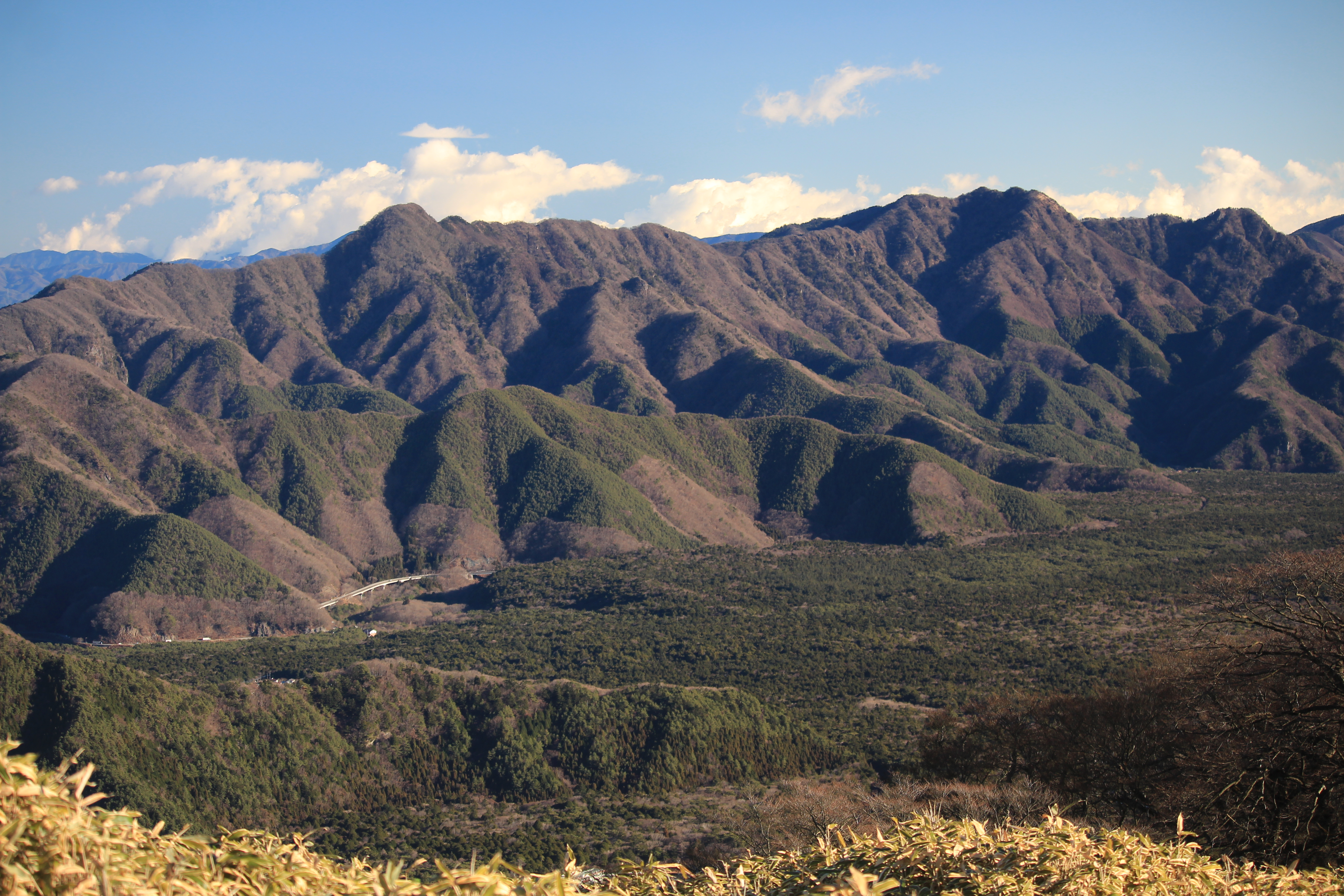
Vue de la forêt d'Aokigahara au pied des montagnes.

Aokigahara (青木ヶ原) est une forêt de 35 km2 qui s'étend à la base du mont Fuji au Japon. Connue sous le nom de Jukai (樹海, littéralement « mer d'arbres »), c'est une forêt à l'histoire encore relativement jeune, datant d'environ 1 200 ans. Aokigahara est connue pour le nombre important de personnes mortes retrouvées dans cette forêt depuis les années 1950 et dont la cause est, dans la plupart des cas, un suicide.

## Géographie
Située au nord-ouest du mont Fuji, la majeure partie de la forêt couvre l'emplacement d'une large coulée de lave qui a enseveli la région lors de l'éruption de 864 qui dura dix jours. Le sol de la forêt, en roche volcanique, est principalement couvert de mousse. Les bulles de gaz présentes dans la coulée de lave initiale s'étant effondrées, le terrain est assez accidenté. Néanmoins il est assez aisé de s'y promener, les buissons et ronces (gênant souvent la progression dans les forêts européennes) y étant rares. Des sentiers de promenade balisés existent sur la rive sud du lac Sai.
Administrativement, elle se trouve sur les villages de Fujikawaguchiko et de Narusawa dans le district de Minamitsuru de la préfecture de Yamanashi et elle est incluse dans le parc national de Fuji-Hakone-Izu. Aokigahara couvre approximativement 3 500 hectares.

## Suicides et mythes
Aokigahara est le lieu de la plupart des suicides par pendaison se déroulant dans la préfecture de Yamanashi (370 en 2005, 376 en 2006, 342 en 2007, soit 1 % des suicides au Japon dans cette préfecture), d'où un grand nombre d'histoires de forêt hantée par des esprits errants. Il est considéré comme l'un des sites où l'on se suicide le plus au monde avec le Golden Gate Bridge à San Francisco. Des gardes forestiers sillonnent régulièrement le site pour prévenir d'éventuels nouveaux actes suicidaires.
En 1959, l'écrivain japonais Seichō Matsumoto écrit Nami no tō (波の塔, litt. « pagode de vagues »), dans laquelle il suggère qu'Aokigahara est un endroit idéal pour mourir en secret et sans que l'on puisse retrouver la dépouille du défunt. En 1993, Wataru Tsurumi rédige le controversé Kanzen jisatsu manyuaru (完全自殺マニュアル, litt. « Mode d'emploi complet du suicide »), dans lequel il conseille Aokigahara comme l'« endroit parfait pour se suicider ». En 1998, 74 pendus sont retrouvés par les autorités, 78 en 2002, 108 en 2004.
Plusieurs œuvres de fiction ont pour cadre ce site dont une bande dessinée.
En 2004, Tomoyuki Takimoto (瀧本 智行, Takimoto Tomoyuki) y réalise le film Ki no umi (樹の海, litt. « Mer d'arbres »). Il raconte aux journalistes comment, durant les repérages pour le tournage, il trouva un portefeuille contenant 370 000 yens (environ 2 300 euros) laissant ainsi supposer qu’Aokigahara est un terrain propice pour la chasse aux trésors.
Le 31 décembre 2017, le vidéaste américain Logan Paul découvre lors du tournage d'un vlog dans la forêt le corps d'un jeune homme japonais s'étant pendu peu de temps avant. La vidéo a été publiée avec le visage du défunt flouté mais l’attitude du jeune homme face à cet événement et le comportement adopté auprès des Japonais créa une polémique et un lynchage sur les réseaux sociaux, ses sponsors l’ont ensuite boycotté ainsi que YouTube en supprimant les publicités des vidéos postées par Logan Paul, réduisant ainsi sa rémunération.

## Cinéma
- Le film américain Nos souvenirs (2015) de Gus Van Sant relate le phénomène des suicides dans cette forêt.
- Dans The Forest (2016), un film d'épouvante réalisé par Jason Zada, l'intrigue prend également place dans la forêt.
- Dans le film d'horreur Suicide Forest Village (2021), le réalisateur japonais Takashi Shimizu raconte une histoire se déroulant dans cette forêt.

## Littérature
Plusieurs scènes du manga japonais Samurai Deeper Kyo (1999-2006) d'Akimine Kamijō se déroulent en plein cœur de cette forêt extrêmement dangereuse qui abrite des créatures maléfiques.